# Gens Erúcia
La gens Erúcia (en llatí Erucia gens) va ser una gens romana d'origen plebeu, que es dona a conèixer durant la república.
Gai Eruci (Caius Erucius) l'únic membre conegut d'aquesta gens, va ser l'acusador de Sext Rosci d'Amèria que era defensat per Ciceró en un discurs que es conserva, Pro Roscio Amerino, l'any 80 aC. Del relat de Ciceró es dedueix que Eruci era d'origen baix. També va ser acusador de Luci Varè que igualment va ser defensat per Ciceró en data incerta.
Plutarc menciona un Eruci (Erucius, Ἐρύκιος) i diu que era un legat de Sul·la a la guerra contra Mitridates VI Eupator, però podria ser una lectura errònia per Hirti (Hirtius), o potser per Ericius. Durant l'imperi (al segle ii) una branca dels Eruci, que portaven el cognomen Clarus va arribar a certa distinció.